# John Rupert Firth
Pour les articles homonymes, voir Firth.
John Rupert Firth, plus connu comme J. R. Firth, né le 17 juin 1890 à Keighley et mort le 14 décembre 1960 dans le Sussex de l'Ouest, est un linguiste anglais.
Il a été professeur d’anglais à l’université du Pendjab de 1919 à 1928. Il a ensuite travaillé dans le département de phonétique de l'University College de Londres, puis à l'École des études orientales et africaines, où il est devenu professeur de linguistique générale, position qu’il a occupé jusqu’à sa retraite en 1956.